# Chaosspiel
Das Chaosspiel ist ein häufig in der Jugendarbeit eingesetztes Wettkampf- und Geländespiel für Gruppen. Ziel des Spieles ist es, durch Lösen von Aufgaben als erste Gruppe auf dem Spielplan ans Ziel zu gelangen.

## Material
- Feldkarten: Papier- oder Tonkarton-karten (ca. 5 mal 10 cm)
- Spielplan: siehe unten
- Würfel und Spielfiguren: für jede Gruppe einen Würfel und eine Spielfigur
- Spielfeld/-gelände: siehe unten

## Spielplan
Der Spielplan besteht aus aufeinanderfolgenden Feldern. Es gibt ein Startfeld und ein Zielfeld. Alle Felder werden fortlaufend nummeriert. Je mehr Felder vorhanden sind, desto länger dauert das Spiel. Das Weiterrücken auf den Feldern kann zum Beispiel durch Würfeln oder ein anderes zufälliges Prinzip geregelt werden, ähnlich bekannten Spielen wie „Mensch ärgere Dich nicht“.
Den einzelnen Feldern werden jeweils Aufgaben zugeordnet.

## Vorbereitung
Die Feldkarten werden auf dem Spielgelände verteilt. Auf der Vorderseite der Feldkarten steht die Zahl des zugehörigen Feldes auf dem Spielplan. Auf der Rückseite steht ein zufällig gewähltes Wort. Die Spielleiter erhalten jeweils eine Liste, auf der zu jedem Feld (nummeriert) das Wort der Feldkarte und die entsprechende Aufgabe notiert ist.
Die Gruppe wird in mehrere Kleingruppen aufgeteilt, die gegeneinander antreten. Zu Beginn des Spieles treffen alle Gruppen an einem zentralen Sammelpunkt zusammen, an dem sich der Spielplan befindet und sich die Spielleiter während des Spiels aufhalten.

## Ablauf
Zunächst wird die Reihenfolge, in der die Gruppen das Spiel beginnen, ausgewürfelt. Es beginnt die erste Gruppe das Spiel. Ein Spieler der Gruppe würfelt und rückt mit der Spielfigur der Gruppe auf dem Spielplan um die entsprechende Anzahl Felder vor. Die der Spielfeldnummer entsprechende Feldkarte muss nun von der Gruppe auf dem Spielfeld gesucht werden. Ebenso verfahren auch alle anderen Gruppen in der vorbestimmten Reihenfolge.
Hat eine der Gruppen die gesuchte Karte gefunden, müssen alle Spieler der Gruppe wieder zum Spielplan zurückkehren.
Der Spielleiter prüft mit Hilfe des auf der Feldkarte notierten Wortes, ob die Karte tatsächlich gefunden wurde. Wird das richtige Wort genannt, wird der Gruppe eine Aufgabe gestellt. Nachdem die Aufgabe korrekt erfüllt wurde, kann die Gruppe erneut Würfeln und sich auf die Suche nach der nächsten Feldkarte machen.

## Spielfeld/-gelände
Das Spielfeld ist der Bereich, in dem die Feldkarten gesucht werden, meist um oder in der Gruppenunterkunft. Je nach Beschaffenheit des Geländes steht eher die körperliche Aktivität (großes Gelände), die Geschicklichkeit (unwegsames Gelände) oder das Kennenlernen des Geländes (schwierige Verstecke) im Vordergrund.
Die Spielleiter sollten darauf achten, ob eventuell die Teilnehmer sich besonderen Gefährdungen aussetzen, wenn sie, um möglichst wenig Zeit zu brauchen, zum Beispiel Treppen oder Gefälle rennend benutzen oder Feldkarten auf niedrigen Dächern oder Bäumen vermuten.

## Aufgaben
Die Aufgaben können unterschiedlicher Natur sein und bestimmen maßgeblich den Verlauf des Spieles. Einige Beispiele:
- Rechnet zusammen, wie alt ihr alle gemeinsam seid.
- Singt zusammen ein Lied.
- Baut eine menschliche Pyramide.
- Schweigt eine (zwei, ...) Minute/n.
- Löst ein Rätsel.
- Sucht auf dem Spielfeld eine bestimmte Information (zum Beispiel „Wie heißt der Haus-/Platzwart?“)

Die Aufgaben sollten der Zusammensetzung der Gesamtgruppe angepasst werden. Bei einem breiten Altersspektrum können sehr viele unterschiedliche Aufgaben in einem Spielverlauf gewählt werden, um den unterschiedlichen Entwicklungsständen der Teilnehmer gerecht zu werden und möglichst niemanden über den gesamten Spielverlauf zu über- oder unterfordern.

## Ziel des Spiels
Ziel des Spiels ist es, als erste Gruppe das Zielfeld auf dem Spielplan zu erreichen und dabei alle gestellten Aufgaben korrekt zu lösen.